# Margaret Brown
Margaret "Molly" Brown (họ khai sinh Tobin) (sinh ngày 18 tháng 7 năm 1867 – mất ngày 26 tháng 10 năm 1932) là một nhà từ thiện và nhà hoạt động xã hội người Mỹ, người trở nên nổi tiếng sau khi sống sót từ thảm hoạ chìm tàu RMS Titanic năm 1912. Bà đã yêu cầu chiếc thuyền cứu sinh số 6 trở lại khu vực xảy ra tai nạn để tìm kiếm những người sống sót. Hiện vẫn chưa rõ liệu chiếc thuyền cứu sinh này có tìm thấy thêm nạn nhân nào còn sống khi quay lại hiện trường hay không. Sau khi mất, bà được biết đến với tên gọi "Bà Molly Brown không thể chìm", mặc dù khi còn sống, những người bạn thường gọi bà là "Maggie". Một vở nhạc kịch Broadway năm 1960 cùng với phiên bản điện ảnh chuyển thể của nó đã được sản xuất dựa trên cuộc đời của bà; cả hai đều lấy tên là Bà Molly Brown không thể chìm.

## Cái chết
Margaret trút hơi thở cuối cùng vào 14 giờ 42 phút ngày 26 tháng 10 năm 1932 do bị ung thư não tại thành phố New York